# Mehmet Shehu
Mehmet Shehu (ur. 10 stycznia 1913 we wsi Çorush, zm. 17 grudnia 1981 w Tiranie) – albański polityk, komunista, pełniący w latach 1954–1981 funkcję premiera Albanii.

## Życiorys
Pochodził z okolic Mallakastry z rodziny albańskich Tosków. W latach trzydziestych studiował na uczelni wojskowej w Neapolu.
W latach 1937–1939 walczył w hiszpańskiej wojnie domowej jako żołnierz XII Brygady Międzynarodowej im. Garibaldiego. W latach 1939–1942 był internowany we Francji.

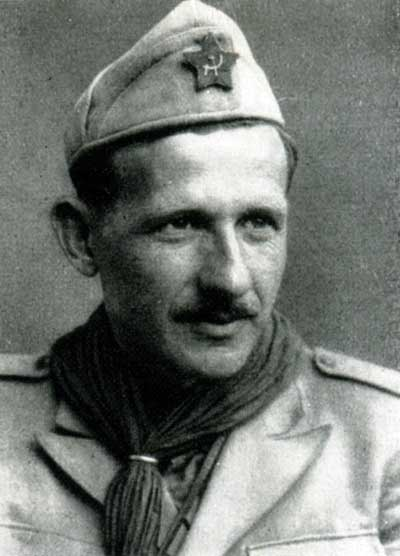
Mehmet Shehu jako młody partyzant

Od roku 1942 był członkiem albańskiego ruchu oporu oraz członkiem Albańskiej Partii Komunistycznej. W 1943 został wybrany na członka Komitetu Centralnego Partii. W latach 1943–1944 był dowódcą 1 Brygady Partyzanckiej, po czym został dowódcą dywizji Armii Wyzwolenia Narodowego. W latach 1944–1945 był członkiem Antyfaszystowskiego Komitetu Wyzwolenia Narodowego (pełniącego funkcję tymczasowego rządu).
Od 1947 był deputowanym Zgromadzenia Ludowego.
W roku 1948 Shehu uczestniczył w czystkach mających na celu usunięcie z partii elementów „chcących odseparować Albanię od Związku Radzieckiego”. Uczyniło go to najbliższym współpracownikiem Envera Hoxhy, pozostawał jednak w jego cieniu. Po usunięciu Koçi Xoxe został ministrem spraw wewnętrznych.
Od 1948 członek Komitetu Centralnego i Biura Politycznego Albańskiej Partii Pracy, w 1948 minister transportu, w latach 1948–1953 sekretarz Komitetu Centralnego. Opuścił to stanowisko 24 czerwca 1953, kiedy został wicepremierem oraz ministrem spraw zagranicznych (a także szefem tajnej policji Sigurimi). W roku 1954 zastąpił Envera Hoxhę na stanowisku premiera. Od 1974 pełnił także funkcję ministra obrony. Shehu był uważany za prawą rękę Hodży i drugą co do ważności osobę w państwie.
Przygotował sojusz chińsko-albański, w wyniku którego nastąpiło zerwanie stosunków ze Związkiem Radzieckim (grudzień 1961).
W 1981 roku oponował przeciw izolacjonistycznej polityce Hoxhy (pogłębionej po zerwaniu w 1976 współpracy z Chinami). Prawdopodobnie w wyniku tego sprzeciwu został uznany i ogłoszony jugosłowiańskim szpiegiem. 17 grudnia 1981 został znaleziony martwy w sypialni w swoim domu w Tiranie z kulą w głowie. Oficjalnie za przyczynę śmierci uznano samobójstwo w wyniku załamania nerwowego.
Shehu został uznany za „wroga publicznego”. Po jego śmierci ogłoszono go agentem nie tylko jugosłowiańskich służb specjalnych, ale także CIA i KGB. Shehu zniknął z kart oficjalnej historii Albanii.
Istnieją hipotezy, że Shehu został zabity na zlecenie Hoxhy, który obawiał się konkurencji w jego osobie. Kontrowersje wokół śmierci Shehu zainspirowały Ismaila Kadare do napisania powieści Pasardhesi (Następca).
Wdowa po Mehmecie Shehu – Fiqrete oraz jego dwóch synów (Skender i Bashkim) zostali uwięzieni bez jakiegokolwiek powodu. Najstarszy syn popełnił samobójstwo, żona zmarła w obozie w 1988. Pozostali dwaj synowie opuścili więzienie w 1991. Po opuszczeniu więzienia młodszy syn Shehu, Bashkim, rozpoczął poszukiwanie szczątków ojca. 21 lipca 2001 ogłosił, że zostały one odnalezione we wsi Ndroq, nad rzeką Erzen.